# Edmund Cobb
Edmund Fessenden Cobb (23 de junho de 1892 – 15 de agosto de 1974) foi um ator estadunidense que atuou desde a era do cinema mudo até os anos 1960. Com uma imensa filmografia, atuou em 623 filmes entre 1912 e 1966, entre curta-metragens, filmes longos, seriados e séries de televisão.

## Biografia
Cobb nasceu em Albuquerque, Novo México, filho de William Henry Cobb (1860-1909) e Edwinna (Eddie) Ross (1862-1945), foi neto de Edmund Gibson Ross (1826-1907, Governador do Território do Novo México e Senador pelo Kansas.
Os pais de Edmund F. Cobb tinham um estúdio de fotografia em Albuquerque, Novo México e em algumas fotografias Edmund aparece vestido como um cowboy (um datado de dezembro de 1911), vestido com um uniforme de soldados da época da Guerra Civil, e em pé ao lado de um automóvel dos anos 1920 e 1930. Tais fotos estão no Museum of New Mexico, no Palácio do Governadores.
Edmund Fessenden Cobb tinha duas irmãs, Susan Ross Cobb (1894-1987) e Daphne M. Cobb (1898-1928) e um irmão, Wilfred B. Cobb (1901-1982).

## Carreira cinematográfica

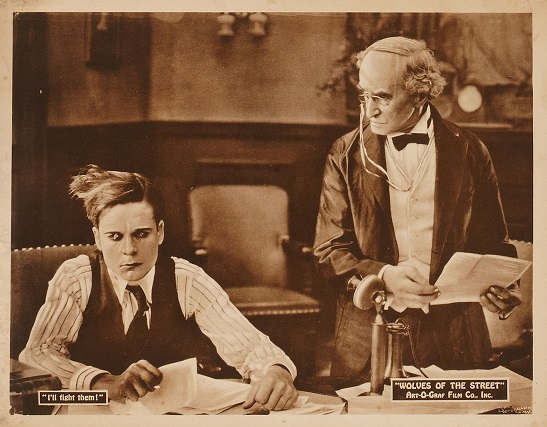
Cobb em Wolves of the Street (1920).

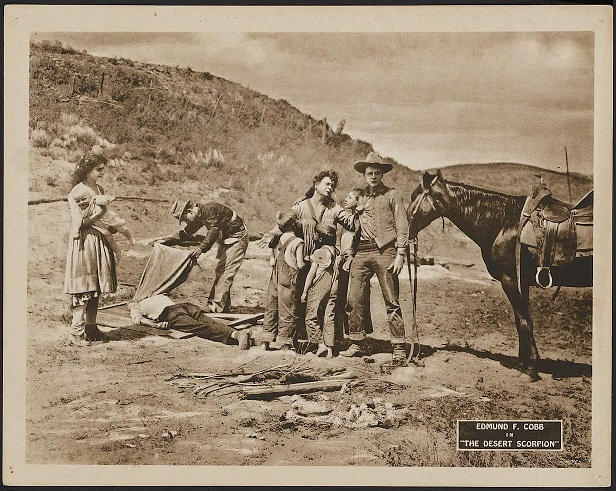
Cobb e Gretchen Wood em uma cena do filme The Desert Scorpion (1920).

O primeiro filme de Cobb foi o curta-metragem A Pueblo Legend, em 1912, produzido pela Biograph Company, estrelado por Mary Pickford e dirigido por D. W. Griffith. Em 1913, já pela Lubin Manufacturing Company, faria o drama His Blind Power, em 1913. Fez então curta-metragens para a Lubin, Colorado Motion Picture, Pike's Peak Photoplay Company e finalmente para a Essanay Film Manufacturing, onde atuou em vários curta-metragens. Em 1916 fez seu primeiro seriado, o único da Essanay, The Strange Case of Mary Page, ao lado de Henry B. Walthall e Edna Mayo. Continuou a fazer curta-metragens pela Essanay, e a partir de 1916, atuou pela Fine Arts Film Company, Peerless Productions, World Film, American Film Company, Hallmark Pictures Corporation e Universal Pictures. Atuou depois para a Art-O-Graph Film Company, onde fez Out of the Depths (1921) e Riders of the Range (1923). Atuou ainda para a Ben Wilson Productions, com The Law Rustlers (1923), para a Vitagraph Company e a Ashton Dearholt Productions.
Atuou ainda em muitos seriados posteriores, tais como Days of '49 (1924) para a Wild West Productions e Fighting With Buffalo Bill (1926), para a Universal Pictures, seriado em que interpretou Buffalo Bill. Atuou no primeiro seriado totalmente falado, The Indians Are Coming, em 1930, para a Universal. Atuou em diversos Westerns B e curta-metragens a partir dos anos 1920, e a partir dos anos 1930, passou a fazer papeis coadjuvantes e muitas vezes não creditados, tanto em seriados quanto em westerns ao lado de cowboys como Hoot Gibson, Ken Maynard Buck Jones e Tom Mix.
Atuou através dos anos 1940, 1950 e 1960, alcançando uma filmografia imensa e variada, muitas vezes não-creditado, com mais de 600 filmes. Nos anos 1960 atuou em episódios de séries de televisão, tais como The Life and Legend of Wyatt Earp e Bat Masterson. Sua última atuação, não-creditada, foi em Johnny Reno, em 1966.

## Vida familiar
Edmund casou com a primeira esposa, Helen Hayes, filha de Charles T. Hayes e Martha B. Marshall, por volta de 1914, e sua filha, Eddie Marie Cobb (1915-1969), nasceu em Illinois. Em 1920, Edmund e Helen estavam vivendo em Denver, Colorado, conforme listaram na época suas ocupações como ator e atriz. Edmund Cobb e Helen Hayes atuaram juntos em A Rodeo Mixup (1924) e Riders of the Range. Edmund e Helen divorciaram-se em 1925, quando sua filha tinha uns 10 ou 12 anos, e ambos voltaram a se casar. O segundo casamento de Helen foi com um Sr. Jackson, como sua segunda esposa, e Helen morreu por volta de 1932.
A segunda esposa de Edmund, Vivian Marie Winter, nasceu a 16 de janeiro de 1894, em Wisconsin, e ambos morreram no Motion Picture and Television Hospital em 1974.

## Morte
Cobb morreu no Motion Picture and Television Hospital, em Woodland Hills, Los Angeles, e está sepultado no Valhalla Memorial Park Cemetery.

## Filmografia parcial
- A Pueblo Legend (1912)
- The Strange Case of Mary Page (1916)
- The Deciding Kiss (1918)
- Social Briars (1918)
- The Desert Scorpion (1920)
- Wolves of the Street (1920)
- Out of the Depths (1921)
- Finders Keepers (1921)
- The Miracle Baby (1923)
- Riders of the Range (1923)
- Days of '49 (1924)
- Fighting With Buffalo Bill (1926)
- The Scarlet Arrow (1928)
- A Final Reckoning (1929)
- The Indians Are Coming (1930)
- Heroes of the Flames (1931)
- The Sign of the Wolf (1931)
- Battling with Buffalo Bill (1931)
- Heroes of the West (1932)
- Movie Crazy (1932)
- Ride Him, Cowboy (1932)
- The Lost Special (1932)
- Clancy of the Mounted (1933)
- Gordon of Ghost City (1933)
- The Phantom of the Air (1933)
- The Vanishing Shadow (1934)
- Pirate Treasure (1934)
- The Red Rider (1934)
- Mystery Mountain (1934)
- The Law of the Wild (1934)
- Rustlers of Red Dog (1935)
- The Miracle Rider (1935)
- Show Boat (1935)
- Bulldog Courage (1935)
- The Adventures of Rex and Rinty (1935)
- The Miracle Rider (1935)
- Darkest Africa (1936)
- The Adventures of Frank Merriwell (1936)
- Ace Drummond (1936)
- Robinson Crusoe of Clipper Island (1936)
- Zorro Rides Again (1937)
- The Lone Ranger (1938)
- The Spider's Web (1938)
- Sergeant Murphy (1938)
- The Great Adventures of Wild Bill Hickok (1938)
- Man of Conquest (1939)
- Zorro's Fighting Legion (1939)
- Mr. Smith Goes to Washington (1939)
- The Hunchback of Notre Dame (1939)
- Winners of the West (1940)
- His Girl Friday (1940)
- Dark Command (1940)
- Santa Fe Trail (1940)
- Deadwood Dick (1940)
- Dick Tracy vs. Crime, Inc. (1941)
- White Eagle (1941)
- Citizen Kane (1941)
- Meet John Doe (1941)
- Mission to Moscow (1943)
- The North Star (1943)
- Daredevils of the West (1943, seriado, não creditado)
- The Phantom (1943)
- The Great Alaskan Mystery (1944)
- Double Indemnity (1944)
- Law Men (1944)
- House of Frankenstein (1944)
- Raiders of Ghost City (1944)
- Secret Agent X-9 (1945)
- Federal Operator 99 (1945)
- Renegades of the Rio Grande (1945)
- Flame of Barbary Coast (1945)
- The Master Key (1945)
- The Scarlet Horseman (1946)
- The Homestretch (1947)
- Jesse James Rides Again (1947)
- Son of Zorro (1947)
- Superman (1948)
- G-Men Never Forget (1948)
- The Arizona Cowboy (1950)
- The Gunfighter (1950)
- Winchester '73 (1950)
- Comanche Territory (1950)
- Desperadoes of the West (1950, cap. 1, 10)
- Detective Story (1951)
- Ma and Pa Kettle at the Fair (1952, não-creditado)
- Something for the Birds (1952)
- Calamity Jane (1953)
- Canadian Mounties vs. Atomic Invaders (1953)
- River of No Return (1954)
- Broken Lance (1954)
- The Egyptian (1954)
- The Desperate Hours (1955)
- Prince of Players (1955; não-creditado)
- The Amazing Colossal Man (1957)
- Compulsion (1959, cenas deletadas)
- Tales of Terror (1962)
- Johnny Reno (1966)